# Matsutempel van Shau Kei Wan
Matsutempel van Shau Kei Wan is een Chinese tempel die gewijd is aan de taoïstische godin Matsu. De tempel ligt in Shau Kei Wan, Hongkong-eiland, Hongkong. Het gebouw staat op de lijst van beschermde historische erfgoederen in Hongkong met graad twee. De tempel wordt beheerd door de Chinese Temple Committee. De tempel is in 1873 gebouwd. Op dezelfde plaats stond aan het begin van de 19e eeuw ook al een tempel. Maar werd in 1872 verwoest door een taifoon. Door een bombardement in de Tweede Chinees-Japanse Oorlog werd de tempel beschadigd. In 1948 werd de tempel gerenoveerd. 
In de tempel staat behalve het beeld van Matsu, ook de beelden van Lüzu en Guanyin. Tijdens Chinees nieuwjaar kan men geld lenen van Guanyin (观音借库).